# Guerra di posizione
La guerra di posizione è un modo di condurre un conflitto, in maniera stabile fino al logoramento del nemico.

## Antichità e medioevo
La guerra di posizione è il modo di condurre un conflitto in maniera stabile fino a sconfiggere il nemico. Consiste nella costruzione dei fronti dove i soldati rimanevano rintanati per mesi e mesi. Il più nuovo e recente sistema di condurre una guerra di posizione è ovviamente l'attacco: sia durante l'età antica che durante il Medioevo il modo per espugnare una città era quello di circondarla e ridurla allo sfinimento e bombardarla sia materialmente (con catapulte e simili) che moralmente (insulti, ostentazione della sicurezza della propria vittoria).
La guerra di posizione è sempre stata una gara di sopravvivenza: vinceva la parte che riusciva a resistere ai traumi e alle privazioni che essa comporta. Un altro modo di condurre una guerra di posizione era creare accampamenti fortificati e quindi, quasi inespugnabili.
Durante il Medioevo, anche se i soldati non si asserragliano più negli accampamenti, l'assedio rimarrà ancora la principale tattica di conquista di una città. Esempi emblematici sono i famosi assedi di Antiochia e quello di Gerusalemme, entrambi ad opera dei Crociati.

## Età moderna
Con l'invenzione della polvere da sparo nell'età moderna, la guerra si rivoluzionò: pareva che le battaglie potessero essere brevi e temporanee grazie alle nuove armi potenti e distruttive: moschetti e cannoni. Tuttavia proprio per l'alto numero di perdite, le battaglie arrivavano ad una situazione di stallo e si dovette ricorrere alle trincee, già usate dal medioevo. 
Inoltre, l'assedio divenne più complesso.
Nonostante la disponibilità per gli assedianti di potenti cannoni d'assedio, i mortai, anche i difensori erano equipaggiati con moschetti e cannoni da fortezza e potevano prendere le necessarie contromisure.
La guerra dei trent'anni, rappresenta al tempo stesso sia la prima guerra di movimento che di posizione: se le tattiche prevedevano rapide azioni vincenti, molto spesso degeneravano in logoranti bagni di sangue, dove le città espugnate venivano devastate.
Famoso è l'assedio di Vienna del 1683, in cui l'Europa riuscì a piegare, per superiorità tattiche e tecnologiche l'inarrestabile potenza militare turca che incombeva da più di 200 anni.
È anche questa l'epoca del maresciallo Sébastien Le Prestre de Vauban celeberrimo ingegnere militare del Re Sole che rese le fortezze francesi inespugnabili.
Neppure Napoleone riuscì a risolvere il problema della guerra di posizione: in Egitto, per esempio i Mamelucchi lo costrinsero ad una specie di guerriglia e di assedi, cosa ben diversa dalle sue campagne successive.
L'ultima guerra di posizione sarà la guerra franco-prussiana, con l'assedio di Parigi.

## Età contemporanea
I piani strategici della prima guerra mondiale (come il piano Schlieffen o il piano 17) non ebbero successo: il simbolo della guerra di posizione era diventata la guerra di trincea.
La guerra di trincea si combatteva metro per metro, passo per passo: le perdite in una sola battaglia erano altissime (emblematiche sono la battaglia di Verdun e la battaglia della Somme).
I soldati erano rintanati nelle trincee, immersi nel fango, protetti da sacchi di sabbia e, per osservare le posizioni nemiche, erano costretti a sporgersi o a guardare da feritoie.
Pur di sfondare il fronte nemico e fargli abbandonare la trincea si inventano le più disparate e pericolose armi: le armi chimiche, come l'iprite o il fosgene, l'artiglieria pesante o campale, i carri armati, le mine sotterranee
Durante la seconda guerra mondiale invece, la guerra di posizione fu del tutto accantonata salvo alcune eccezioni quali: l'assedio di Leningrado, i primi combattimenti in Francia, dopo lo sbarco in Normandia e la guerra nel Pacifico, dove i giapponesi tentarono di resistere fino alla fine.